# Abborrtjärnen (Vitsands socken, Värmland)
Abborrtjärnen är en sjö i Torsby kommun i Värmland och ingår i Göta älvs huvudavrinningsområde.